# Confederação Brasileira de Rugby
A Confederação Brasileira de Rugby é a entidade máxima do Rugby no Brasil. Fundada em 20 de dezembro de 1970, sob o nome de Associação Brasileira de Rugby, a CBRu, como é conhecida hoje, foi fundada em janeiro de 2010. Antes das duas, ainda foi conhecida como União de Rugby do Brasil, fundada em 6 de outubro de 1963. A entidade é responsável pela organização de competições de abrangência nacional e também administra a Seleção Brasileira de Rugby XV Masculino, Seleção Brasileira de Rugby XV  Feminino, Seleção Brasileira de Rugby 7's Masculino e Seleção Brasileira de Rugby 7's Feminino, sendo esses dois últimos presentes no programa olímpico.
Além disso, é responsável também por outras manifestações da modalidade como o rugby de praia, o rugby sem contato (Tag Rugby ou Touch Rugby), e por qualquer outra modalidade reconhecida ou que ainda seja criada pela World Rugby. Cabe a CBRu também a organização de eventos internacionais realizados no Brasil. A CBRu é uma associação de fins não econômicos e nem lucrativos. A ela respondem as federações estaduais, que são responsáveis pelos campeonatos de suas unidades federativas. Está sediada no Itaim Bibi, em São Paulo. Seu atual presidente é o Eduardo Mufarej, que tem mandato de 2017 a 2020.
A CBRu é considerada uma entidade exemplo de governança e também tem atraído a atenção da mídia pelos bons exemplos de gestão. venceu por três anos seguido o prémio Melhor Governança e Transparência em Entidades Esportivas do Brasil, concedido pelo Sou Esporte.

## Origem
No dia 6 de outubro de 1963, foi fundada em São Paulo a URB (União de Rugby do Brasil), para organizar e difundir o esporte no país. Pelo número reduzido de equipes, organizadas apenas em São Paulo e no Rio de Janeiro e formadas em sua maioria por jogadores estrangeiros, os dirigentes da entidade não a regularizaram junto do Conselho Nacional de Desportos, permanecendo uma entidade não reconhecida oficialmente pelo órgão máximo do esporte nacional.
Em 20 de dezembro de 1970, a URB foi substituída pela ABR (Associação Brasileira de Rugby). O crescimento do rugby brasileiro de 1963 a 1972 não comportava mais a ausência do apoio financeiro e material dos órgãos esportivos municipais, estaduais e federais. Assim sendo, os dirigentes providenciaram junto ao Conselho Nacional de Desportos a legalização da entidade. Desta forma, a entidade ficou com a responsabilidade de organizar campeonatos nacionais e dar respaldo às competições estaduais que foram surgindo nos anos seguintes.
A ABR também foi uma dos fundadoras da CONSUR (Confederação Sul-Americana de Rugby) em 1989. Em 1991 a ABR se filiou à FIRA (Federação Internacional de Rugby Amador), mas sua filiação ao IRB (International Rugby Board), entidade máxima que administra o rugby no mundo, só aconteceu em 1995. No início de 2010, a Associação Brasileira de Rugby mudou seu nome para Confederação Brasileira de Rugby. A alteração aconteceu para a entidade se adequar à estrutura administrativa esportiva vigente no Brasil, facilitando o apoio recebido do COB (Comitê Olímpico Brasileiro). A transformação da Associação em Confederação se deu no momento que o Rugby Sevens foi incluído como esporte olímpico, tendo sua estreia marcada para os Jogos Olímpicos de 2016, no Rio de Janeiro.
Em 2013, a CBRu passou por uma importante reforma de estatuto e governança, tornando-se a primeira confederação esportiva brasileira a adotar um Conselho de Administração. Esse órgão é hoje presidido por Eduardo Mufarej.

## Títulos Conquistados

### Masculino XV
- Campeonato Sul-Americano - Seis Nações : 2018;
- Campeonato Sul-Americano B (6): 2000, 2001, 2002, 2006, 2007 e 2008;
- Campeonato Sul-Americano B M19 (2): 2009 e 2012.

### Feminino Sevens

#### Pan-Americano
- Jogos Pan-Americanos:
  -  2015[9]

#### Sul-Americano
- '''Campeonato Sul-Americano''' (17): 2004, 2005, 2007, 2008, 2009, 2010, 2011, 2012,  2013, 2014, 2016,[10]2017 l, 2017 ll[11], 2018, 2019, 2019, 2019[12]
- Jogos Sul-Americanos:
  -  2014
- Stanislas Sevens (1): 2014[13]

## Competições Organizadas
Em 1964, logo após a fundação da URB, foi criado o Campeonato Brasileiro de Rugby, com o nome de Torneio Aberto de Rugby, do qual participavam clube de São Paulo e Rio de Janeiro. Apenas em 1977 o Rio de Janeiro passou a contar com três clubes, permitindo a criação do Campeonato Fluminense de Rugby. Com isso, no mesmo ano, o Campeonato Paulista de Rugby foi criado de forma separada do Campeonato Brasileiro de Rugby, garantindo a existência de competições diferentes em nível nacional e nos níveis estaduais.
Entre os torneios internacionais já organizados estão: Circuito Mundial de Rugby 7s Feminino e Desafio Internacional de Beach Rugby (RJ), U20 Trophy.
Atualmente, a Confederação Brasileira de Rugby conta com o número de seis entidades vínculadas a ela: Federação Paulista de Rugby, Federação Catarinense de Rugby, Federação Fluminense de Rugby, Federação Gaúcha de Rugby, Federação Mineira de Rugby e Federação Paranaense de Rugby. Desde 2016, a Federação de Rugby da Bahia está no processo para conseguir a filiação junto a entidade. O último pedido aconteceu em 2019.

## Projetos
Em outubro de 2011, foi inaugurada a Aldeia Tupi, o Centro de Treinamento oficial da CBRu para as seleções nacionais, localizado em São José dos Campos (SP).
No ano de 2012, a CBRu formalizou um convênio técnico com a União de Rugby de Canterbury, uma das mais maiores uniões (federações) provinciais da Nova Zelândia, representada no Super Rugby pelo Crusaders, franquia mais vitoriosa da principal liga do hemisfério Sul. A partir desse momento, as seleções brasileiras passaram a ser comandadas por técnicos neozelandeses e uma viagem anual dos atletas das seleções brasileiras de sevens passou a fazer parte do cronograma de atividades.

## Presidentes
| Presidente                             | Período      |
| -------------------------------------- | ------------ |
| Sydney Smith Junior                    | 1973 - 1976  |
| Michael Stewart Norris                 | 1977 - 1978  |
| Rômulo Mariano Carneiro da Cunha       | 1979 - 1983  |
| Leon William Rheims                    | 1984 - 1986  |
| Luiz Eduardo de Magalhães Gouvêa Filho | 1987 - 1992  |
| Sérgio Rogério Cesário Costa           | 1993 - 1996  |
| Jean-François Teisseire                | 1997 - 2002  |
| Roberto de Magalhães Gouvêa            | 2003 - 2008  |
| Aluisio Dutra Júnior                   | 2009         |
| Sami Arap Sobrinho                     | 2010 - 2016  |
| Eduardo Mufarej                        | 2017 - Atual |